# August Rhomberg

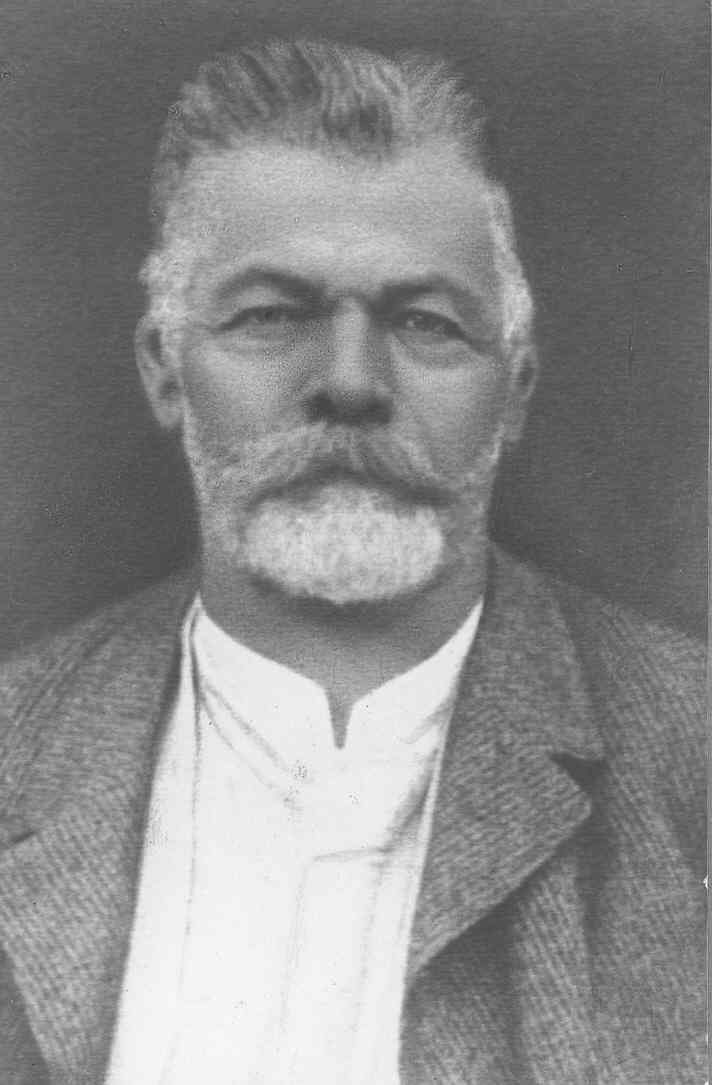
August Rhomberg

August Rhomberg (* 3. April 1838 in Dornbirn; † 14. März 1912 ebenda) war ein österreichischer Buchhalter, Prokurist und Politiker. Er war von 1870 bis 1871 konservativer Abgeordneter im Österreichischen Abgeordnetenhaus des Reichsrates und gleichzeitig Abgeordneter zum Vorarlberger Landtag.

## Leben
Rhomberg absolvierte seine Berufsausbildung in der Schweiz in St. Gallen und Basel. In der Folge arbeitete er von 1858 bis 1905 als Buchhalter und Prokurist bei der Dornbirner Firma Herrburger & Rhomberg. 1858 wurde er Gründer des Orchesters der Musikfreunde, wobei er hier von 1859 bis 1872 auch als Dirigent wirkte. Er wurde 1870 zum Vorarlberger Landtagsabgeordneten gewählt und hatte ein Mandat als Abgeordneter des Marktes Dornbirn inne. Vom Vorarlberger Landtag wurde Rhomberg 1870 auch zum Mitglied des Abgeordnetenhauses des Reichsrates gewählt und dort am 15. September 1870 angelobt; er vertrat die Städte und Märkte Vorarlbergs. Rhomberg gehörte dem Abgeordnetenhaus während der gesamten 6. Session an, die bis zum 10. August 1871 reichte und war Mitglied der konservativen Fraktion. Rhomberg schied 1871 auch aus dem Landtag aus, war jedoch in der Folge von 1873 bis 1882 Mitglied der Gemeindevertretung von Dornbirn. Zwischen 1900 und 1912 wirkte er zudem als Dornbirner Ortsschulaufseher.

## Privates
Rhomberg wurde als Sohn des Kaufmanns und Bürgermeisters Franz Martin Rhomberg (1802–1868) und dessen Gattin Maria Ursula (1801–1884) geboren, die ebenfalls in Dornbirn geboren wurden und starben. August Rhomberg heiratete am 9. Mai 1864 in Dornbirn Maria Klara Emma Rhomberg (1842–1914) aus Dornbirn. Gemeinsam hatte das Ehepaar acht Kinder, wobei die sieben Töchter und ein Sohn zwischen 1865 und 1883 geboren wurden.